# Universitätsbibliothek der Technischen Universität Hamburg
Die Universitätsbibliothek der Technischen Universität Hamburg (TUB) ist eine zentrale Einrichtung der Technischen Universität Hamburg.
Der Medienbestand der Universitätsbibliothek umfasst rund 465.000 Bände. Etwa 10 % des Bestandes sind auf einer Fläche von mehr als 1.700 m² in den Lesesälen frei zugänglich, etwa 90 % des Bestandes sind magaziniert.
Die TUB bietet:
- über 465.000 gedruckten Medien, wovon ca. 45.000 gedruckten Medien (Lehrbuchsammlung und Studienliteratur im Lesesaal) direkt zugänglich sind
- eine Lehrbuchsammlung für Studierende mit 1.806 Titel mit 14.970 ausleihbaren Exemplaren
- 153 gedruckte und 57.114 elektronische wissenschaftliche Zeitschriften
- Zugriff auf ca. 600.000 digitale Bücher (E-Books)
- digital zugängliche DIN-Normen zur Einsicht (Normen-Infopoint)
- 395 Einzel- und Gruppenarbeitsplätze, die teilweise reservierbar sind
- 37 Computerarbeitsplätze
- 2 Buchscanner